# NGC 2731
NGC 2731 (również PGC 25376 lub UGC 4741) – galaktyka spiralna (Sc), znajdująca się w gwiazdozbiorze Raka. Odkrył ją Albert Marth 3 marca 1864 roku.